# Vicki Vale
Victoria "Vicki" Vale é uma personagem fictícia que aparece nas histórias em quadrinhos publicadas pela DC Comics. A personagem apareceu pela primeira vez em Batman #49 (outubro de 1948), e foi criada por Bob Kane e Bill Finger.

## Biografia
Vicki Vale apareceu pela primeira vez em Batman #49 (outubro de 1948), em uma história de 12 páginas intitulado "Scoop of the Century!", escrita por Bill Finger, com arte de Bob Kane e Lew Schwartz. Bob Kane disse que se inspirou em uma jovem modelo chamada Norma Jeane Mortenson, que mais tarde seria conhecida como Marilyn Monroe.
Jornalista aplicada, Victoria trabalha na Gotham Gazette, um dos maiores jornais de Gotham City, e teve um efêmero caso amoroso com o bilionário Bruce Wayne, tendo descoberto que ele era o Batman tempos depois, embora sem revelar sua identidade.

## Outras mídias
Vicki Vale aparece no seriado Batman & Robin de 1949, interpretada por Jane Adams, além de aparecer também na série de jogos Batman: The Telltale Series com a voz de Erin Yvette.

### Batman (filme)
Vicki Vale é uma personagem de destaque no filme Batman de 1989, e foi interpretada por Kim Basinger. Sean Young foi originalmente anunciada como Vicki antes de ser forçada a se retirar devido a uma lesão em uma cena a cavalo. No início do filme, Vicki chega a Gotham City para fazer uma história sobre Batman, mas ela logo se envolveu romanticamente com Bruce Wayne, sem saber que ele e o Batman são a mesma pessoa.

### Arkham
Ela aparece em dois jogos da série Arkham:
- Batman: Arkham City - Ela é uma repórter de Gotham City, obcecada pelo bilionário socialite Bruce Wayne, e também pelo combatente do crime em Gotham, Batman, ainda sendo uma companheira amorosa de Bruce.
- Batman: Arkham Origins - Não tem participação significativa na história, aparece no início entrevistando Bruce, durante a luta contra Bane no Hotel Hoyale dentro de um helicóptero numa reportagem, além de ser mencionada em uma conversa entre Alfred e Bruce.

### Gotham (série)
Na terceira temporada de Gotham a tia de Vicki Vale, Valerie Vale (interpretada por Jamie Chung), é introduzida como uma jornalista persistente que diz que possui três irmãos e um pai policiais e que Jim Gordon não consegue assustá-la.